# 国務院国有資産監督管理委員会

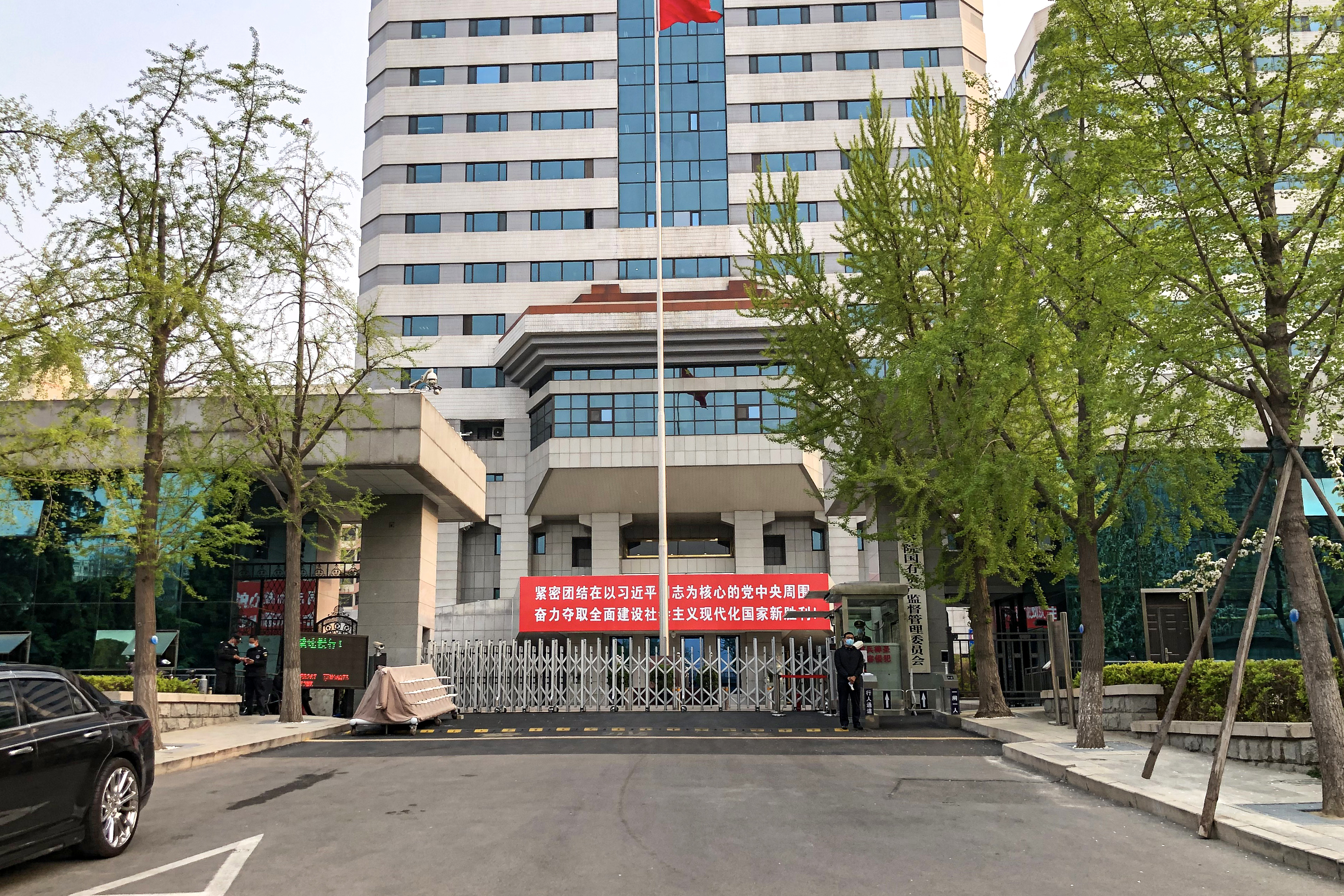
国務院国有資産監督管理委員会

中華人民共和国国務院国有資産監督管理委員会（ちゅうかじんみんきょうわこくこくむいんこくゆうしさんかんとくかんりいいんかい、略称国資委、SASAC）は、中華人民共和国国務院特設直属機構であり、2003年に設立された中国の国有企業を管理・監督する組織である。国有企業の役員・経営陣の任命、株式や資産の売買、国有企業に関する法令の起草などをその業務とする。
現在の責任者は郝鵬党委書記、肖亜慶主任兼党委副書記である。
国資委が管理監督する国有企業を中央企業といい、改組後の2017年現在で97社とされる。